# Thomas Zajac
Thomas Zajac (ur. 22 września 1985 w Wiedniu) – austriacki żeglarz pochodzenia polskiego, brązowy medalista olimpijski z Rio de Janeiro w żeglarstwie w klasie Nacra-17 (wraz z Tanją Frank). Syn Jana Bartosika.

## Życiorys

### Pochodzenie
Thomas jest synem polskiego olimpijczyka Jana Bartosika i jego austriackiej żony. Urodził się w Austrii, dokąd Bartosik uciekł przed komunizmem z Polski. Jego ojciec, który zajął dziewiąte miejsce na igrzyskach w 1980 w klasie łodzi Soling, zmarł w 1995 roku w wypadku na paralotni.

### Początki
Jego pierwszym trenerem w wieku 6 lat był ojciec. Jego pierwszymi regatami były te w rodzinnym mieście ojca, w Szczecinie. Odnosił drobne sukcesy na poziomie juniorskim ze swoim partnerem Tomaszem Czajką. Ich największym osiągnięciem jest srebro na Mistrzostwach Świata 2009 w Bogliaco w klasie Tornado na jeziorze Garda. Medal ten zdobył mimo ciężkiej kontuzji kręgosłupa po upadku ze ścianki wspinaczkowej. Oprócz tego zdobywali juniorskie tytuły mistrzów Europy.
W 2006 roku wstąpił do narodowej federacji austriackich żeglarzy i został zatrudniony przez armię federalną (Bundesheer) jako sportowiec w Heeressportzentrum. Na początku 2018 miał rangę kaprala.

### Dalsza kariera

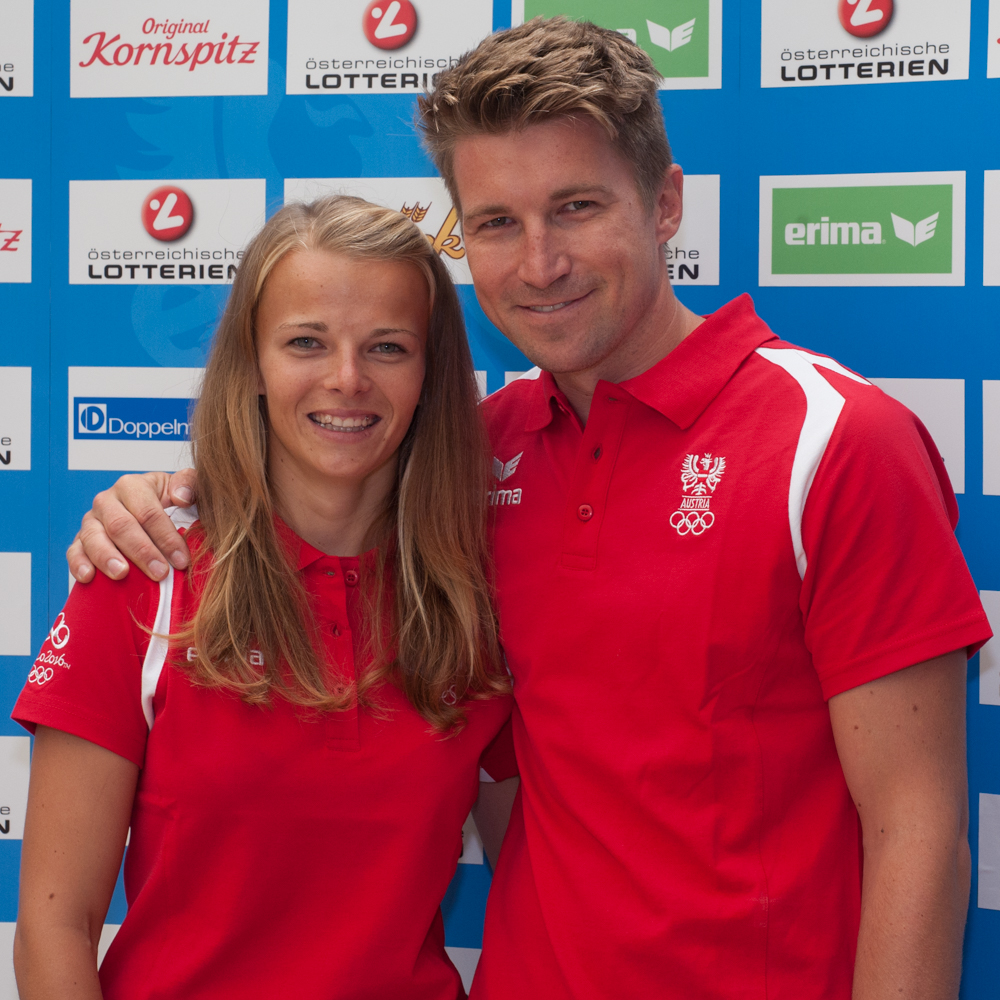
Thomas Zajac i Tanja Frank w czacie igrzysk (2016)

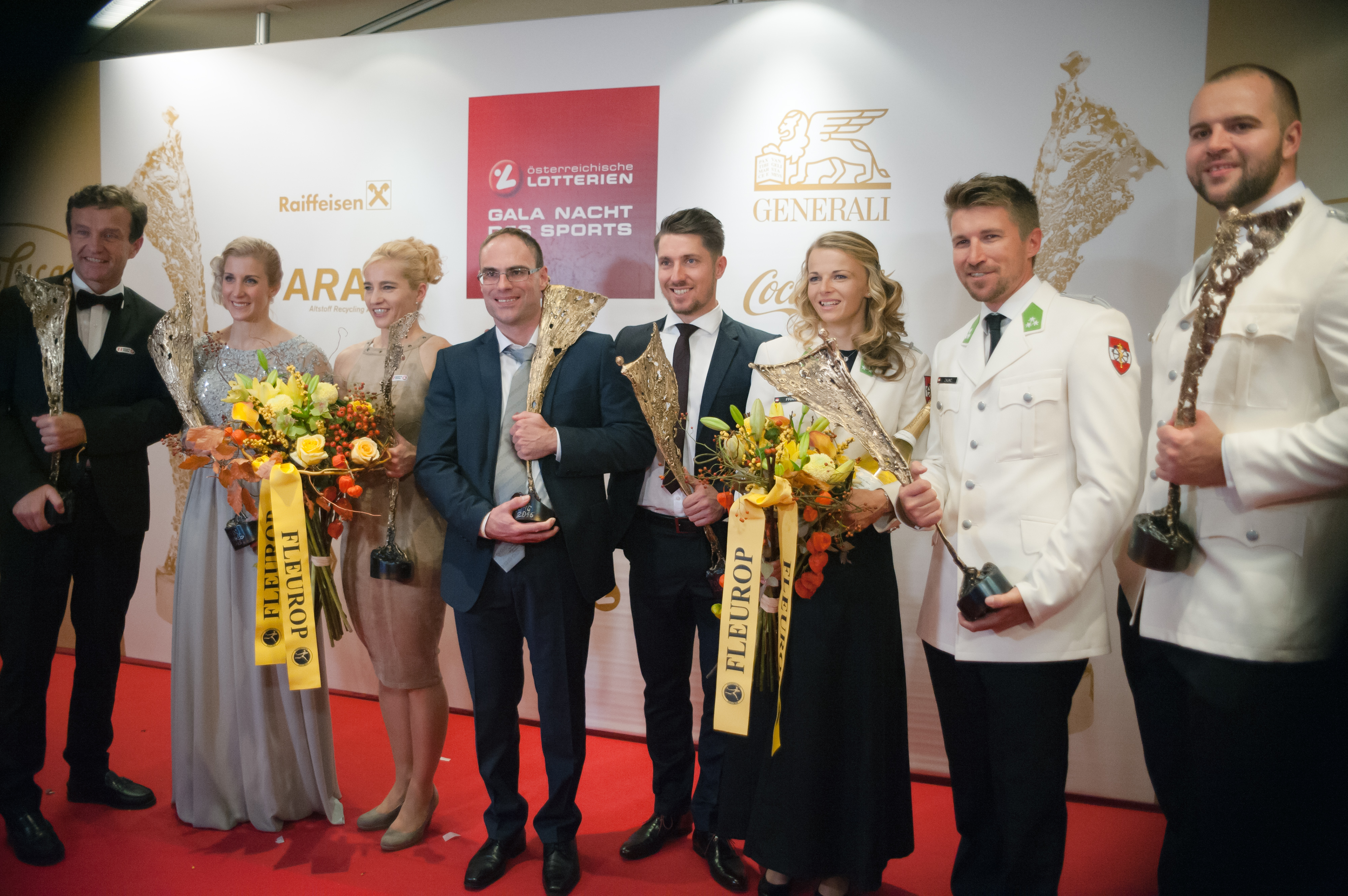
Zajac i Frank na ceremonii wyborów Austriackiego Sportowca Roku (drudzy od prawej)

Od 2013 roku pływał w nowym katamaranie olimpijskim klasy Nacra 17 z partnerką Tanją Frank. Odniósł z nią kilka sukcesów w 2013 roku, w tym drugie miejsce w klasyfikacji generalnej Pucharu Europy i krótkie prowadzenie w Światowym Rankingu ISAF. Oboje, wraz z Frank, zakwalifikowali się do Letnich Igrzysk Olimpijskich 2016 w Rio de Janeiro dzięki wynikom w Pucharze Europy. W zawodach olimpijskich wystartowali w klasie Nacra 17, zdobyli łącznie 78 punktów, co uplasowało ich na trzecim miejscu. Tym samym zapewnili pierwszy austriacki medal letnich igrzysk olimpijskich od ośmiu lat.
Od 2017 roku jego partnerką jest Barbara Matz.

## Osiągnięcia
- 2003: Młodzieżowy mistrz Europy w Hobie 16 (z Tomaszem Czajką)
- 2005: Młodzieżowy mistrz Europy w Tornado (z Tomaszem Czajką)
- 2009: Srebro na mistrzostwach świata w klasie Tornado nad jeziorem Garda (z Tomaszem Czajką)
- 2011: Srebro na mistrzostwach świata w klasie Topcat na Traunsee (z Thomasem Czajką)
- 2013: Zwycięstwo w Pucharze Europy nad jeziorem Garda w Nacra 17 (z Tanją Frank)
- 2013: Drugie miejsce w klasyfikacji generalnej Pucharu Europy w Nacra 17 (z Tanją Frank)
- 2016: Brąz na igrzyskach olimpijskich w Rio de Janeiro w Nacra 17 (z Tanją Frank)

## Nagrody
- 2010: Odznaka Honorowa za Zasługi dla Republiki Austrii (niem. Silbernes Ehrenzeichen für Verdienste um die Republik Österreich)[10]
- 2016: Drużyna roku w wyborach Austriackiego Sportowca Roku (z Tanją Frank)